# تشلسي جونسون
تشلسي جونسون (بالإنجليزية: Chelsea Johnson)‏ هي القافزة بالزانة أمريكية، ولدت في 20 ديسمبر 1983 في أتاساديرو في الولايات المتحدة.

## وصلات خارجية
- تشلسي جونسون على موقع الاتحاد الدولي لألعاب القوى (الإنجليزية)
- تشلسي جونسون على موقع الاتحاد الأمريكي لسباقات المضمار والميدان (الإنجليزية)
- تشلسي جونسون على موقع الدوري الماسي (الإنجليزية)